# Livinus-Evangeliar

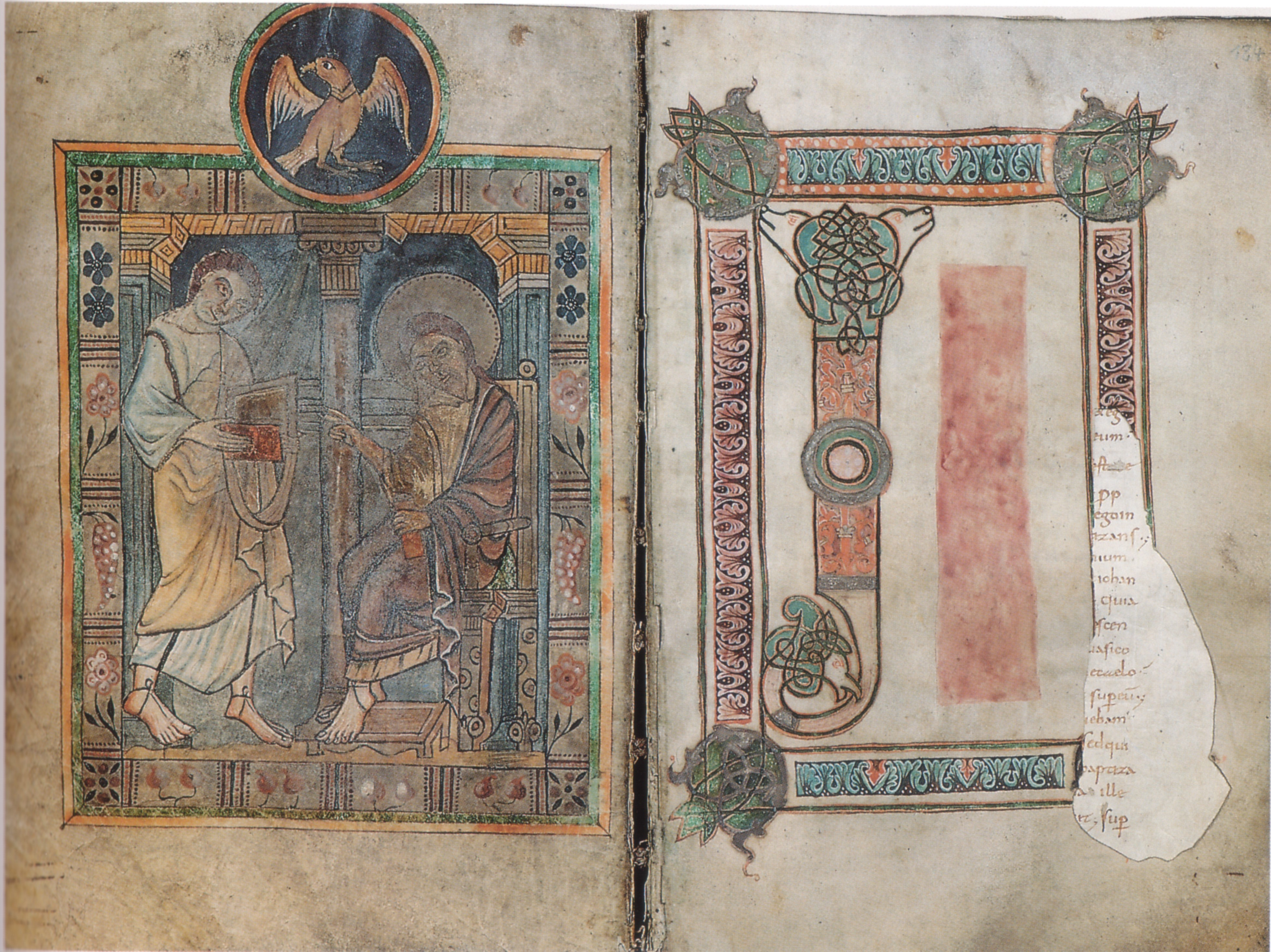
Evangelist Johannes und Initialseite, fol. 145^{v}–146^{r}

Das karolingische Livinus-Evangeliar ist eine um 800 wahrscheinlich in der Abtei Saint-Amand entstandene Bilderhandschrift, die heute unter der Signatur Ms. 13 (Inv.-Nr. 741) im Schatz der St.-Bavo-Kathedrale zu Gent aufbewahrt wird. 
Die Zugehörigkeit zum Genter Domschatz ist bereits durch einen Besitzeintrag aus dem 12. Jahrhundert belegt. Die Handschrift ist benannt nach dem hl. Livinus, der seit frühester Zeit in St. Bavo verehrt wird.